# 巴勒莫足球俱乐部
巴勒莫足球俱樂部（義大利語：Palermo Football Club）乃位於意大利西西里島首府巴勒莫市的足球俱樂部，現時在意大利足球乙級聯賽作賽，球隊制服為粉紅色。
巴勒莫成立於1900年，曾於2004–05年升上甲組，曾在聯賽作客摸和國際米蘭 1–1，又於主場勝祖雲達斯，於2006–07球季參加歐洲足協盃。

## 歷史
球队成立于1900年，当时被称为盎格鲁帕诺米坦运动及足球俱乐部。

## 主場球場
球场主場是巴爾貝拉球場，位于西西利岛西南部，能夠容納 36,980 人

## 主要成就
- 意大利杯亞軍：1973–74、1978–79
- 意乙冠軍：1931–32、1947–48、1967–68、2003–04、2013–14
- 意丙冠軍：1941–42、1984–85、1992–93、2000–01

## 著名球員
- （Claudio Ranieri）
- 巴沙利
- 基斯頓·薩卡度
- 卡雲尼
- 塞巴斯蒂亚诺·德普朗什

## 外部連結
- 巴勒莫官方網站 （页面存档备份，存于）